# 普雷斯塔廷城足球俱樂部
普雷斯塔廷城足球俱樂部（Prestatyn Town Football Club）是威爾士的一家職業足球俱樂部。主場位於普雷斯塔廷。球隊設立于1910年。目前參加威爾士足球超級聯賽的賽事。

## 外部連結
- Official site